# Santiago Bonilla Mirat
Santiago Bonilla Mirat (Salamanca, 1844 - Madrid, 21 de juny de 1899) fou un metge i químic espanyol, acadèmic de la Reial Acadèmia de Ciències Exactes, Físiques i Naturals.
Es llicencià en medicina i cirurgia i en dret, i va estudiar tres cursos de farmàcia. Es doctorà en Ciències i va treballar primer a l'Observatori Meteorològic de l'Institut de Salamanca. Després va obtenir la càtedra de química de la Universitat de Valladolid i posteriorment la de la Universitat Central de Madrid. Va prestar grans serveis durant l'epidèmia de còlera de 1885.
Fou escollit membre de la Reial Acadèmia de Medicina i Cirurgia de Valladolid i de la Societat de Farmàcia de Torí. En 1893 fou escollit acadèmic de la Reial Acadèmia de Ciències Exactes, Físiques i Naturals, de la que en va prendre possessió un any abans de la seva mort amb el discurs Anatomía y fisiología de la molécula química.

## Obres
- Tratado Elemental de Química General y Descriptiva con nociones de termoquímica (1884)
- Programa de Química General y Toxicología del Cloroformo amb Angel Belloguin